# كلاوس فيشتل
كلاوس فيشتل (بالألمانية: Klaus Fichtel)‏ (مواليد 19 نوفمبر 1944) هو لاعب كرة قدم. يلعب مع منتخب ألمانيا الغربية لكرة القدم. سبق له أن لعب في كأس العالم لكرة القدم مع منتخب بلاده.

## مسيرته الكروية
لعب كلاوس فيشتل خلال مسيرته الاحترافية مع ناديين في ثلاثة وعشرون موسمًا وسجل خلالها 14 هدفًا ضمن 594 مباراة. حيث فاز في موسم واحد بالكأس ولم يفز بأي دوري.
خاض كلاوس فيشتل مسيرته مع نادي شالكه 04 في موسم 1965–66 في المرة الأولى ليلعب معه خمسة عشر موسمًا ثم في موسم 1984–85 ليلعب معه أربعة مواسم، مشاركًا طوالها في 477 مباراة سجل خلالها 14 هدفًا. ثم انتقل إلى نادي فيردر بريمن في موسم 1980–81 ليلعب معه أربعة مواسم، حيث شارك في 117 مباراة ولم يسجل أي هدف.

## روابط خارجية
- كلاوس فيشتل على موقع الاتحاد الدولي (مؤرشف)  (الإنجليزية)
- كلاوس فيشتل على موقع قاعدة بيانات كرة القدم.إي يو (الإنجليزية)
- كلاوس فيشتل على موقع بيانات كرة القدم. دي إي (الألمانية)
- كلاوس فيشتل على موقع ناشيونال فوتبول تيمز (الإنجليزية)
- كلاوس فيشتل على موقع عالم كرة القدم.نت (الإنجليزية)